# Delano (Minnesota)
Delano è una città degli Stati Uniti d'America, situata in Minnesota, nella Contea di Wright.